# Slovakiaring
Le Slovakiaring (en slovaque : Automotodrom Slovakiaring) est un circuit automobile et motocycliste situé a Orechová Potôň (Slovaquie).
Achevé en 2009, il accueille plusieurs courses internationales, telles que le FIA GT3, ou encore le WTCR.